# 김민하 (1982년)
김민하(1982년 10월 14일 ~ )는 대한민국의 정치·사회평론가.

## 저서
- 레닌을 사랑한 오타쿠 (도서출판 텍스트, 2009)
- 냉소사회 (현암사, 2016)